# Kirtland (Ohio)
Kirtland è una città degli Stati Uniti d'America, situata nello Stato dell'Ohio, nella contea di Lake.
La città è famosa per essere stata una delle prime sedi della Chiesa di Gesù Cristo dei santi degli ultimi giorni.